# 347-ма піхотна дивізія (Третій Рейх)
347-ма піхотна дивізія (Третій Рейх) (нім. 347. Infanterie-Division) — піхотна дивізія Вермахту, що входила до складу німецьких сухопутних військ у роки Другої світової війни.

## Історія з'єднання
347-ма піхотна дивізія була сформована 28 вересня 1942 року в Ганновері під час хвилі мобілізації вермахту. Дивізія складалася з двох фортечних полків (860-го і 861-го), а також 347-го артилерійського полку та частин підтримки й забезпечення дивізії. Офіцерський корпус і більшість унтерофіцерів дивізії мали бойовий досвід, здобутий на інших театрах воєнних дій і були переведені в дивізію або після одужання після поранення, або з резерву. Солдати в основному були або граничного віку або погано навченими. Підрозділи забезпечення і постачання були погано підготовлені. Пізніше два полки отримали по піхотному батальйону добровольців з Туркестанського та Північнокавказького легіонів. Вони залишалися у складі з'єднання протягом кількох місяців, аж до вторгнення в Нормандію.
Після завершення комплектування та злагодження була розгорнута для берегової оборони в Еймьойдені у Північній Голландії. У вересні 1944 року дивізію перевели з фортеці Еймьойден через Лілль до складу 7-ї армії в Ірсон і Шарлевіль, де вона була частково знищена.
До 21 жовтня 1944 року дивізія була реорганізована шляхом доукомплектування з частин дивізії № 526 і включена до складу 1-ї армії групи армій «G» в районі Сааральбен. Дивізію підпорядковували XIII корпусу СС. До 23 листопада 1944 року дивізія замінила 17-ту панцергренадерську дивізію СС «Гьотц фон Берліхінген» на правому крилі XIII корпусу СС.
Перші бої з американськими частинами на схід від Рупельданжу відбулися вже 25 листопада. 28 листопада американські війська атакували весь фронт 559-ї фольксгренадерської дивізії та праве крило 347-ї піхотної дивізії. Німецький фронт був прорваний одночасно у кількох місцях. Німецьким військам вдалося зупинити американські частини перед Саарськими висотами або на них, але американським військам вдалося прорватися на Саарські висоти біля Керлінгену та на південний захід від Фельсбергу. Американські атаки продовжувалися і в наступні дні. 2 грудня 1944 року командний пункт дивізії знаходився в Пюттлінгені. 4 грудня 1944 року бойовий склад дивізії все ще налічував 2 600 осіб, 800 з яких були піхотинцями.
У ніч на 8 грудня 1944 року дивізія відійшла на лінію Фенне-Кларенталь-Петіт-Россель на Саарі. 31 грудня дивізія брала участь в операції «Нордвінд», німецькому наступі на Ельзас і Лотарингію. До ранку дивізія захопила Шаффгаузен, ліс на схід від Вербельна і селище за 1 км на схід від Людвейлера. 2 січня була здобута висота на південний захід від Вердена. Після цього дивізія залишилася на досягнутих позиціях, захищаючи фланг військ 1-ї армії. З лютого 1945 року в районі дивізії на південь від Саарбрюкена на висотах Шпіхерн почалися інтенсивні бої та обстріли з важкої артилерії. Протягом наступних тижнів дивізія зазнала великих втрат у боях за позиції «Лінії Зігфріда» в цьому районі.
2 березня 1945 року дивізію на передовій замінила 559-та фольксгренадерська дивізія, а 347-ма дивізія відійшла на відновлення боєздатності. В ніч на 13 березня 1945 року 347-ма піхотна дивізія знову замінила 559-ту фольксгренадерську дивізію на її фронтовій ділянці. У ніч на 18 березня 1945 року дивізія відійшла на лінію Пюттлінген — Фельклінген. Американці не поспішали стежити за відступом дивізії і всього LXXXV корпусу. Дивізія була розгорнута поблизу Гомбургу на Саарі і на північний схід від міста. В ніч на 20 березня 1945 року дивізія отримала наказ повернутися до Гомбургу і убезпечити лінію Фогельбах — Гомбург від можливих американських атак з півночі. Праворуч 719-та піхотна дивізія мала зайняти оборону по обидва боки Ландштуля. Командний пункт дивізії знаходився в Більдстоці.
20 березня 1945 року LXXXV армійський корпус отримав наказ прикрити північний фланг XIII армійського корпусу СС, який був розгорнутий на заході Пфальцького лісу, слабкими залишками 347-ї, 719-ї піхотних і 19-ї фольксгренадерської дивізій. З 20 по 22 березня 1945 року ці три дивізії брали участь у важких і запеклих боях проти значно переважаючих американських сил. 347-ма піхотна дивізія захищала ділянку на південний схід від Гомбургу. Внаслідок затятих боїв її підрозділи зазнали поразки і отримали наказ пробиватися через Пфальцький ліс.
Після прибуття на східний край Пфальцького лісу дивізія перейшла під командування XIII армійського корпусу СС. Оскільки шляхи відступу були заблоковані частинами 17-ї панцергренадерської дивізії СС, значна частина дивізії потрапила в американський полон.
22 березня 1945 року командир з'єднання отримав наказ утримувати лінію Вестгайм — Обергохштадт, приблизно за 11 км на північний схід від Ландау, обороняючи цей напрям вцілілими залишками; сусідів зліва чи справа вже не було. Командний пункт дивізії того дня знаходився в Цайскамі, а ввечері переїхав до Мюле, приблизно за 3 км на південь від Нідер-Луштадта. З настанням темряви 23 квітня дивізія повернулася в район на захід від Гермерсгайма і забезпечила там переправу через Рейн. Командний пункт було перенесено до казарм у Гермерсгаймі. Вся техніка дивізії була перекинута на східний берег Рейну. 24 березня навколо Гермерсгайму точилися важкі бої, під час яких штаб дивізії був майже повністю знищений артилерійським вогнем противника. Увечері дивізія форсувала Рейн по мосту в Гермерсгаймі. До ранку наступного дня лише поодинокі підрозділи дивізії залишалися на плацдармі на західному березі, утримуючи його від захоплення американськими військами.
До 12 квітня 1945 року штат 347-ї піхотної дивізії було відновлено. Вона перебрала на себе командування південною частиною LXXXV армійського корпусу на Зааль-ан-дер-Заале. Під її командуванням перебували частини фольксштурму, гітлер'югенда та слабкі інженерні загони. 13 квітня у важких боях на лінії Райхенбах — Унтервелленборн ці сили були відкинуті із зайнятих позицій і відійшли на південь від дороги Заальфельд — Триптіс до лінії на схід від Песнека — західний край лісу Шнорла.
15 квітня рештки дивізії переформували на «кампфгрупу» разом з частинами, що перебували під її командуванням. 16 квітня «кампфгрупа» була змушена відступити через Ельстер з великими втратами. 25 квітня 1945 року «кампфгрупа» все ще перебувала в районі Ерцгебірге.
7 травня 1945 року піхотна дивізія була перейменована на 347-му фольксгренадерську, але вже наступного дня капітулювала військам союзників.

## Райони бойових дій
- Нідерланди (жовтень 1942 — жовтень 1944);
- Західна та Південна Німеччина (жовтень 1944 — травень 1945).

## Командування

### Командири
- генерал-лейтенант Фрідріх Баєр (28 вересня 1942 — 11 жовтня 1943)
- генерал-лейтенант Карл Беттхер (11 жовтня — 8 грудня 1943)
- генерал-лейтенант Вольф Тріренберг (нім. Wolf Trierenberg) (8 грудня 1943 — березень 1945)
- генерал-лейтенант Максиміліан Зірі (березень 1945)
- генерал-лейтенант Вольф Тріренберг (березень — травень 1945)

### Підпорядкованість
| Час        | Корпус         | Армія      | Група армій (округ) | Штаб       |
| ---------- | -------------- | ---------- | ------------------- | ---------- |
| 1942       |                |            |                     |            |
| листопад   | LXXXVIII ак    | —          | Група армій «D»     | Еймьойден  |
| 1943       |                |            |                     |            |
| січень     | LXXXVIII ак    | —          | Група армій «D»     | Еймьойден  |
| 1944       |                |            |                     |            |
| січень     | LXXXVIII ак    | —          | Група армій «D»     | Еймьойден  |
| травень    | LXXXVIII ак    | —          | Група армій «B»     | Еймьойден  |
| вересень   | LXXIV ак       | 7 А        | Група армій «B»     | Айфель     |
| листопад   | LXXIV ак       | 7 А        | Група армій «B»     | Шляйден    |
| грудень    | XIII корпус СС | 7 А        | Група армій «G»     | Саарпфальц |
| 1945       |                |            |                     |            |
| 1 січня    | XIII корпус СС | 1-ша армія | Група армій «G»     | Саарпфальц |
| 24 січня   | LXXXV ак       | 1-ша армія | Група армій «G»     | Саарпфальц |
| 21 березня | XIII корпус СС | 1-ша армія | Група армій «G»     | Саарпфальц |

### Склад
| 1944                                   |
| -------------------------------------- |
| 860-й гренадерський полк               |
| 861-й гренадерський полк               |
| 880-й гренадерський полк               |
| 347-й артилерійський полк              |
| 347-й фузілерний батальйон             |
| 347-й інженерний батальйон             |
| 347-й протитанковий дивізіон           |
| 347-й запасний батальйон               |
| 347-й дивізійний батальйон зв'язку     |
| 347-мє дивізійне управління постачання |